# Waverly (Alabama)
Waverly – miejscowość w Stanach Zjednoczonych, w stanie Alabama, w hrabstwie Chambers. W roku 2023 miasto zamieszkiwało 150 osób, a gęstość zaludnienia wynosiła 21,1 osoby/km².